# Adolf Martens
Adolf Karl Gottfried Martens (n. 6 martie 1850 la Gammelin - d. 24 iulie 1914 la Groß-Lichterfelde, Berlin) a fost un specialist german în tehnologia materialelor.
A studiat tehnologia construcțiilor de mașini și s-a preocupat de studiul rezistenței materialelor.
În 1879 a fost numit profesor la Universitatea Tehnică din Berlin.
A fost membru al Academiei de Științe din Berlin.
A fondat Institutul Federal pentru Studiul și Testarea Materialelor (Bundesanstalt für Materialforschung und -prüfung).
În memoria sa, o anumită structură cristalină a oțelului, care se formează prin călire rapidă și care contribuie la duritatea acestuia, poartă numele martensită.